# Поли, Джузеппе Саверио
Джузеппе Саверио Поли (итал. Giuseppe Saverio Poli; 26 октября 1746 — 7 апреля 1825) — итальянский физик и биолог.
Член Лондонского королевского общества (1779).

## Биография
В 1766 году поступил в Падуанский университет, где изучал медицину. После окончания университета работал врачом в родном городе. В 1790 году переехал в Неаполь, где преподавал историю и географию в военной армейской школе «Nunziatella». Позже преподаёт физику в медицинском колледже при больнице Complesso degli Incurabili в Неаполе.
Затем становится профессором экспериментальной физики Неаполитанского университета. Его самая известная работа шеститомная «Элементы экспериментальной физики». Вместе с тем, Джузеппе Саверио Поли опубликовал ряд исследований по биологии. В частности, монументальное Testacea utriusque Siciliane eorumque istoria et anatome tabulis aeneis (описание моллюсков).

## Основные работы
- La formazione del tuono, della folgore, e di varie altre meteore, spiegata giusta le idee del signor Franklin, Campo, Napoli 1772.
- Riflessioni intorno agli effetti di alcuni fulmini, Campo, Napoli 1773.
- Lezioni di geografia e di storia militare, 2 voll., Di Simone, Napoli 1774—1776.
- Testacea utriusque Siciliane eorumque istoria et anatome tabulis aeneis, 3 voll., 1791—1827.
- Elementi di fisica sperimentale, 6 voll., Stella, Venezia, 1793—1794.
- Memoria sul tremuoto de' 26 luglio del corrente anno 1805, Orsino, Napoli 1806.

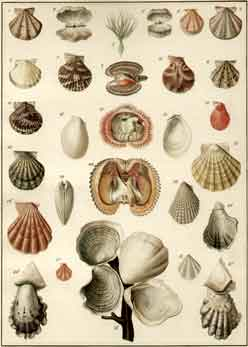